# Tatiana Gólikova
Tatiana Alekséyevna Gólikova (ruso: Татьяна Алексеевна Голикова; Mytishchi, 9 de febrero de 1966) es una economista y política rusa. Desde 2018 se desempeña como vice primera ministra de Política Social, Trabajo, Salud y Previsión de Pensiones de Rusia.

## Formación y carrera
Se graduó del Instituto Plejánov de Economía Nacional con una especialización en economía laboral en 1987.
Fue economista en el Departamento de Presupuesto del Estado del Ministerio de Finanzas entre 1990 y 1992. Pasó a ocupar el cargo de Economista Jefe en el Departamento de Presupuesto del Estado del mismo ministerio entre 1992 y 1995, y luego fue Jefa Adjunta del Departamento de Presupuesto del Estado en el Ministerio de Hacienda de 1995 a 1998. De abril a agosto de 1998 ocupó el cargo de Jefa del Departamento de Presupuesto del Estado en el Ministerio de Finanzas, antes de convertirse en jefa del Departamento de Política Presupuestaria de agosto de 1998 a julio de 1999. Fue Viceministra de Finanzas de julio de 1999 a 2002 y primera ministra adjunta de Finanzas entre 2002 y 2004. Fue Viceministra de Finanzas entre 2004 y 2007.

### Ministerio
Fue nombrada ministra de Salud y Desarrollo Social en septiembre de 2007, a petición de Dmitri Medvédev. Era además la vicepresidenta del Servicio Federal Antinarcóticos (FSKN). En 2012 renunció a su cargo. Fue presidenta de la Cámara de Cuentas de Rusia de 2013 a 2018.
El 18 de mayo de 2018, fue nombrada vice primer ministro en el segundo gabinete de Dmitri Medvédev. El 21 de enero de 2020, mantuvo su cargo en el gabinete de Mijaíl Mishustin.

## Vida personal
Golikova contrajo matrimonio en 2003 con Viktor Jristenko, exministro de Industria y Comercio.
Ha recibido varios premios, entre ellos, la Orden al Mérito por la Patria en 2.º Grado (2001) y 1.er Grado (2004), la Orden de Honor (2006) y la Orden de la Amistad (2006).

## Acusaciones de corrupción
Golikova ha sido ampliamente acusada de corrupción por varios medios de comunicación rusos, principalmente por sus supuestas conexiones con Pharmstandard, que produce la droga Arbidol. Después de estas acusaciones fue apodada "Señora Arbidol".